# Universidad de San Luis
La Universidad de San Luis (Saint Louis University en inglés y oficialmente) es una universidad privada, católica, de la Compañía de Jesús (Jesuitas), ubicada en San Luis, Misuri (Estados Unidos). Forma parte de la Asociación de Universidades Jesuitas (AJCU), en la que se integran las 28 universidades que la Compañía de Jesús dirige en los Estados Unidos.

## Historia
La universidad fue fundada a principios del siglo XIX por la Compañía de Jesús, por lo que es la segunda universidad jesuita más antigua del país, tras Georgetown, y la universidad más antigua al oeste del río Misisipi.

## Deportes
San Luis compite en División I de la NCAA, en la Atlantic Ten Conference, y destaca su equipo de fútbol, que ostenta el récord de campeonatos nacionales, con 10.

## Programas en el extranjero
La Universidad de San Luis tiene un campus en Madrid (España) desde 1967, la Saint Louis University Madrid Campus.

## Antiguos alumnos destacados
- Luis Enrique García Rodríguez, expresidente ejecutivo de CAF-Banco de Desarrollo de América Latina.
- Enrique Bolaños Geyer, expresidente de Nicaragua.
- Gene Kranz, director de vuelo de la NASA.
- Walter J. Ong, filósofo.
- Robert Guillaume, actor.
- Andreas Katsulas, actor.
- Anthony Bonner, jugador de baloncesto.
- Bob Ferry, jugador de baloncesto.
- Larry Hughes, jugador de baloncesto.
- Ed Macauley, jugador de baloncesto.
- Brian McBride, futbolista.
- Dana J. Boente, fiscal general de los Estados Unidos.